# Little Downham
Pour les articles homonymes, voir Downham (homonymie).
Little Downham est une paroisse civile et un village du Cambridgeshire, en Angleterre.